# Daschiw
Daschiw (ukrainisch Дашів; russisch Дашев Daschew, polnisch Daszów) ist eine Siedlung städtischen Typs in der ukrainischen Oblast Winnyzja mit etwa 3800 Einwohnern (2019)

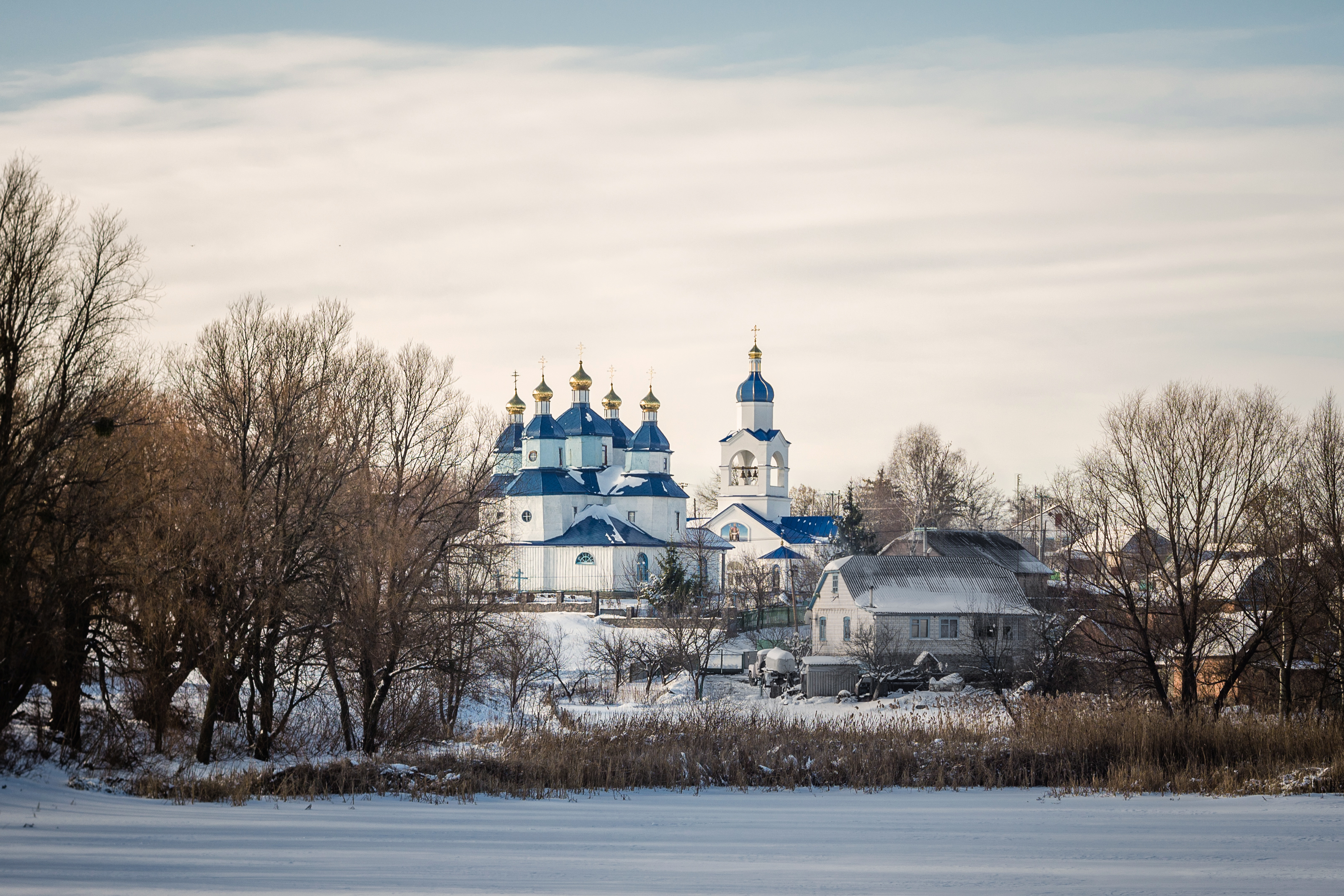
Kirche im Ort

Daschiw besitzt seit 1959 den Status einer Siedlung städtischen Typs.
Die 1451 gegründete Ortschaft liegt am Ufer des Sob, einem 125 km langen, linken Nebenfluss des Südlichen Bugs im Rajon Hajssyn an der Regionalstraße P–33 21 km südöstlich des ehemaligen Rajonzentrums Illinzi und 85 km südöstlich vom Oblastzentrum Winnyzja.

## Verwaltungsgliederung
Am 13. Juni 2016 wurde die Siedlung zum Zentrum der neugegründeten Siedlungsgemeinde Daschiw (Дашівська селищна громада/Daschiwska selyschtschna hromada). Zu dieser zählten auch die 11 Dörfer Bilky, Iwaniwka, Jastrubynzi, Kalnyk, Kantelyna, Kopijiwka, Kuptschynzi, Oleksijiwka, Prywilne, Schabelnja und Woloschkowe, bis dahin bildete sie die gleichnamige Siedlungsratsgemeinde Daschiw (Дашівська селищна рада/Daschiwska selyschtschna rada) im Zentrum des Rajons Illinzi.
Am 12. Juni 2020 kamen noch die 9 in der untenstehenden Tabelle aufgelisteten Dörfer sowie die 3 Ansiedlungen Kryschtopiwske, Perwomajske und Werbiwka zum Gemeindegebiet.
Am 17. Juli 2020 kam es im Zuge einer großen Rajonsreform zum Anschluss des Rajonsgebietes an den Rajon Hajssyn.
Folgende Orte sind neben dem Hauptort Daschiw Teil der Gemeinde:
| Name                          | Name                 | Name                                       |
| ukrainisch transkribiert      | ukrainisch           | russisch                                   |
| ----------------------------- | -------------------- | ------------------------------------------ |
| Bilky                         | Білки                | Белки (Belki)                              |
| Hadaji (bis 2023 Perwomajske) | Гадаї (Первомайське) | Гадаи (Gadai)/Первомайское (Perwomaiskoje) |
| Horodok                       | Городок              | Городок (Gorodok)                          |
| Iwaniwka                      | Іванівка             | Ивановка (Iwanowka)                        |
| Jastrubynzi                   | Яструбинці           | Ястребинцы (Jastrebinzy)                   |
| Kalnyk                        | Кальник              | Кальник (Kalnik)                           |
| Kamjanohirka                  | Кам’яногірка         | Каменногорка (Kamennogorka)                |
| Kantelyna                     | Кантелина            | Кантелина (Kantelina)                      |
| Kopijiwka                     | Копіївка             | Копиевка (Kopijewka)                       |
| Kryschtopiwka                 | Криштопівка          | Крыштоповка (Kryschtopowka)                |
| Kryschtopiwske                | Криштопівське        | Крыштоповское (Kryschtopowskoje)           |
| Kuptschynzi                   | Купчинці             | Купчинцы (Kuptschinzy)                     |
| Kytajhorod                    | Китайгород           | Китайгород (Kitaigorod)                    |
| Leuchy                        | Леухи                | Леухи (Leuchi)                             |
| Oleksijiwka                   | Олексіївка           | Алексеевка (Aleksejekwa)                   |
| Petro-Markiwka                | Петро-Марківка       | Петро-Марковка (Petro-Markowka)            |
| Prywilne                      | Привільне            | Привольное (Priwolnoje)                    |
| Rossochowata                  | Росоховата           | Росоховата                                 |
| Schabelnja                    | Шабельня             | Шабельня                                   |
| Slobodyschtsche               | Слободище            | Слободище (Slobodischtsche)                |
| Tschortoryja                  | Чортория             | Чертория (Tschertoriza)                    |
| Werbiwka                      | Вербівка             | Вербовка (Werbowka)                        |
| Woloschkowe                   | Волошкове            | Волошковое (Woloschkowoje)                 |